# 아이챗
아이챗(iChat)은 맥 OS X에 포함된 인스턴트 메신저이다. 음성 대화나 화상 대화도 가능하며, AIM과 호환되고 Jabber 클라이언트이며, Bonjour를 통한 LAN 내에서도 메신저 기능을 사용할 수 있다. .Mac 계정도 사용할 수 있다.
대화 목록에 등록된 계정을 간편하게 주소록에 추가할 수 있다는 점 등에서 애플의 일관된 사용자 인터페이스가 구현되어 있다고 할 수 있다. 아이사이트나 파이어와이어 등으로 연결된 비디오 카메라를 이용해서 간편하게 화상 대화를 할 수 있다. 빠르게 파일을 주고 받을 수도 있다.

## 버전 목록
- 버전 1.0 - 맥 OS X 10.2 에 포함되었다. 최초의 버전으로, AIM 호환 클라이언트로의 기능을 갖추었다.
- 버전 2.0 - 맥 OS X 10.3 팬서에 포함되었다. 화상 대화 기능과 Bonjour(당시는 Rendezvous) 기능을 이용하여 내부 네트워크에서의 메신저 기능이 지원되었다. 정식 명칭이 iChat AV로 변경되었다.
- 버전 3.0 - 맥 OS X 10.4 타이거에 포함되었다. Jabber 클라이언트 기능이 추가 되었다. 아이튠즈에서 현재 재생중인 음악의 정보를 자신의 현재 상태로 사용하는 기능이 포함되었다. 또한 다른 회원이 현재 상태로 나타낸 음악 정보를 아이튠스 스토어에서 검색할 수 있게 하였다. 화상 대화는 동시에 4명까지, 음성 대화는 동시에 10명까지 지원한다.
- 버전 4.0 - 맥 OS X 10.5 레퍼드에 포함되었다. 화상 대화에서 H.264가 지원되어 고화질의 영상으로 대화를 할 수 있게 되었으며, 화면 공유 기능과 키노트 프레젠테이션, 포토 부스 효과를 사용할 수 있다.
- 버전 6.0 - 맥 OS X 10.7 라이언과 함께 배포. 최신 버전은 10.7.3에 포함된 6.0.1.
- 버전 6.1 - 2012년 2월 16일 OS X 10.8 마운틴 라이언 프리뷰와 함께 ‘메시지’[1]라는 이름의 베타판 발표.[2]

## 같이 보기
- 채팅
- 인스턴트 메신저
- AOL 인스턴트 메신저
- Jabber
- 아이사이트